# КК Партизан сезона 2015/16.
КК Партизан сезона 2015/16  обухвата све резултате и остале информације везане за наступ Партизана у сезони 2015/16. и то у следећим такмичењима: Јадранска лига, Суперлига Србије и Куп Радивоја Кораћа.

## Играчи
| бр | бр | Позиција      | Националност              | Име                  | Напомене                                         |
| -- | -- | ------------- | ------------------------- | -------------------- | ------------------------------------------------ |
| 4  | 4  | плејмејкер    | Србија                    | Александар Цветковић |                                                  |
| 5  | 5  | бек           | Србија                    | Петар Аранитовић     |                                                  |
| 6  | 6  | крилни центар | Сједињене Америчке Државе | Кевин Џонс           | потписао 20. октобра                             |
| 7  | 7  | крило         | Грчка                     | Јанис Кузелоглу      | раскинуо уговор 26. октобра                      |
| 8  | 8  | крило         | Словенија                 | Едо Мурић            |                                                  |
| 9  | 9  | бек           | Србија                    | Вања Маринковић      |                                                  |
| 11 | 11 | бек           | Србија                    | Дејан Петров         | напустио клуб у децембру                         |
| 12 | 12 | крилни центар | Србија                    | Новица Величковић    | потписао 1. марта                                |
| 13 | 13 | крило         | Србија                    | Чедомир Витковац     |                                                  |
| 14 | 14 | центар        | Србија                    | Божо Ђумић           |                                                  |
| 15 | 15 | центар        | Србија                    | Милош Копривица      |                                                  |
| 17 | 17 | центар        | Србија                    | Коста Перовић        | завршио каријеру 15. децембра                    |
| 19 | 19 | плејмејкер    | Северна Македонија        | Андреј Магдевски     |                                                  |
| 21 | 21 | крило         | Србија                    | Михајло Андрић       |                                                  |
| 22 | 22 | бек           | Србија                    | Андреја Милутиновић  |                                                  |
| 24 | 24 | крилни центар | Србија                    | Милош Глишић         |                                                  |
| 25 | 25 | центар        | Сједињене Америчке Државе | Дарел Вилијамс       | потписао 8. јануара 2016.                        |
| 27 | 27 | крило         | Босна и Херцеговина       | Адин Врабац          |                                                  |
| 31 | 31 | плејмејкер    | Финска                    | Џамар Вилсон         | потписао 9. новембра                             |
| 33 | 33 | бек           | Србија                    | Данило Анђушић       | потписао 14. октобра, напустио клуб 30. децембра |
| -  | -  | центар        | Србија                    | Иван Бојанић         |                                                  |

## Графикон позиција
| Поз. | Стартер         | Клупа 1              | Клупа 2             | Резерве/повређени |
| ---- | --------------- | -------------------- | ------------------- | ----------------- |
| Ц    | Божо Ђумић      | Коста Перовић        | Милош Копривица     | Иван Бојанић      |
| КЦ   | Кевин Џонс      | Чедомир Витковац     | Милош Глишић        |                   |
| К    | Едо Мурић       | Михајло Андрић       | Адин Врабац         |                   |
| Б    | Вања Маринковић | Данило Анђушић       | Андреја Милутиновић | Дејан Петров      |
| П    | Џамар Вилсон    | Александар Цветковић | Петар Аранитовић    | Андреј Магдевски  |

## Промене у саставу
| - Милош Копривица (из Слобода Ужице) - Дејан Петров (из Ветерник) - Чедомир Витковац (из Будућност) - Александар Цветковић (из МЗТ Скопље) - Коста Перовић (из Јенисеј Краснојарск) - Андреј Магдевски (из Ахаркуија) - Адин Врабац (из ТББ Трир) - Данило Анђушић (из Билбао) - Кевин Џонс (из Шоле) - Џамар Вилсон (из Руан) | - Никола Милутинов (у Олимпијакос) - Александар Павловић (у Панатинаикос) - Милан Мачван (у Милано) - Немања Безбрадица (слободан играч) - Драган Милосављевић (у Алба Берлин) - Борис Дало (у Олимпик Антиб) - Миленко Тепић (у ПАОК) - Јанис Кузелоглу (у Аполон Патра) |

## Јадранска лига

### Резултати
| 2. октобар 2015 21:00 | Извештај | Металац                                                           | 67 : 64 | Партизан                                      | Хала спортова у Ваљеву Ваљево, Србија Гледаоци: 1.500 Судије: Саша Пукл , Сашо Петек, Бојан Јованић |  |
| 2. октобар 2015 21:00 | Извештај | Четвртине: 14-23, 14-14, 28-13, 11-14                             |         |                                               | Хала спортова у Ваљеву Ваљево, Србија Гледаоци: 1.500 Судије: Саша Пукл , Сашо Петек, Бојан Јованић |  |
| 2. октобар 2015 21:00 | Извештај | Поени: Кутлешић 15 Скокови: три играча 7 Асистенције: Малешевић 5 |         | Цветковић 13 Витковац 9 Врабац, Милутиновић 3 | Хала спортова у Ваљеву Ваљево, Србија Гледаоци: 1.500 Судије: Саша Пукл , Сашо Петек, Бојан Јованић |  |

| 4. октобар 2015 17:00 | Извештај | Мега Лекс                                                      | 76 : 59 | Партизан                                     | Пословно-спортски центар Пинки Сремска Митровица, Србија Гледаоци: 2.000 Судије: Саша Маричић , Александар Глишић, Урош Обркнежевић |  |
| 4. октобар 2015 17:00 | Извештај | Четвртине: 18-11, 18-19, 17-18, 23-11                          |         |                                              | Пословно-спортски центар Пинки Сремска Митровица, Србија Гледаоци: 2.000 Судије: Саша Маричић , Александар Глишић, Урош Обркнежевић |  |
| 4. октобар 2015 17:00 | Извештај | Поени: Ливави 27 Скокови: Самарџиски 10 Асистенције: Јарамаз 5 |         | Врабац, Маринковић 13 Врабац 6 Милутиновић 5 | Пословно-спортски центар Пинки Сремска Митровица, Србија Гледаоци: 2.000 Судије: Саша Маричић , Александар Глишић, Урош Обркнежевић |  |

| 6. октобар 2015 21:00 | Извештај | Партизан                                                         | 72 : 69 | МЗТ Скопље                         | Хала Пионир Београд, Србија Гледаоци: 4.000 Судије: Матеј Болтаузер , Милош Кољеншић, Адемир Зураповић |  |
| 6. октобар 2015 21:00 | Извештај | Четвртине: 23-25, 15-24, 17-12, 17-8                             |         |                                    | Хала Пионир Београд, Србија Гледаоци: 4.000 Судије: Матеј Болтаузер , Милош Кољеншић, Адемир Зураповић |  |
| 6. октобар 2015 21:00 | Извештај | Поени: Маринковић 16 Скокови: Витковац 9 Асистенције: Витковац 2 |         | Стојановски 14 Луковић 7 Љубичић 6 | Хала Пионир Београд, Србија Гледаоци: 4.000 Судије: Матеј Болтаузер , Милош Кољеншић, Адемир Зураповић |  |

| 10. октобар 2015 17:00 | Извештај | Игокеа                                                                       | 71 : 64 | Партизан                               | Спортска дворана Лакташи Лакташи, Босна и Херцеговина Гледаоци: 1.500 Судије: Саша Пукл, Дамир Јавор, Никола Перлић |  |
| 10. октобар 2015 17:00 | Извештај | Четвртине: 11-13, 21-25, 21-12, 18-14                                        |         |                                        | Спортска дворана Лакташи Лакташи, Босна и Херцеговина Гледаоци: 1.500 Судије: Саша Пукл, Дамир Јавор, Никола Перлић |  |
| 10. октобар 2015 17:00 | Извештај | Поени: Раденовић, Радивојевић 12 Скокови: Димић 9 Асистенције: Радивојевић 7 |         | Аранитовић 24 Витковац 8 шест играча 1 | Спортска дворана Лакташи Лакташи, Босна и Херцеговина Гледаоци: 1.500 Судије: Саша Пукл, Дамир Јавор, Никола Перлић |  |

| 13. октобар 2015 21:00 | Извештај | Партизан                                                          | 75 : 67 | Сутјеска                           | Хала Пионир Београд, Србија Гледаоци: 5.000 Судије: Сретен Радовић, Томислав Хордов, Јосип Радојковић |  |
| 13. октобар 2015 21:00 | Извештај | Четвртине: 18-20, 25-12, 13-17, 19-18                             |         |                                    | Хала Пионир Београд, Србија Гледаоци: 5.000 Судије: Сретен Радовић, Томислав Хордов, Јосип Радојковић |  |
| 13. октобар 2015 21:00 | Извештај | Поени: Цветковић 21 Скокови: Цветковић 6 Асистенције: Цветковић 6 |         | Албијанић 16 Спасојевић 8 Врањеш 4 | Хала Пионир Београд, Србија Гледаоци: 5.000 Судије: Сретен Радовић, Томислав Хордов, Јосип Радојковић |  |

| 17. октобар 2015 17:00 | Извештај | Цибона                                                                | 63 : 57 | Партизан                               | Кошаркашки центар Дражен Петровић Загреб, Хрватска Гледаоци: 2.000 Судије: Сашо Петек, Борис Крејић, Милан Недовић |  |
| 17. октобар 2015 17:00 | Извештај | Четвртине: 18-15, 11-13, 14-18, 20-11                                 |         |                                        | Кошаркашки центар Дражен Петровић Загреб, Хрватска Гледаоци: 2.000 Судије: Сашо Петек, Борис Крејић, Милан Недовић |  |
| 17. октобар 2015 17:00 | Извештај | Поени: Крушлин 22 Скокови: Јагодић-Куриџа 7 Асистенције: Јоксимовић 5 |         | Витковац 16 Милутиновић 10 Цветковић 4 | Кошаркашки центар Дражен Петровић Загреб, Хрватска Гледаоци: 2.000 Судије: Сашо Петек, Борис Крејић, Милан Недовић |  |

| 24. октобар 2015 19:00 | Извештај | Партизан                                                          | 69 : 70 | Крка                       | Хала Пионир Београд, Србија Гледаоци: 4.000 Судије: Сретен Радовић, Игор Митревски, Александар Милојевић |  |
| 24. октобар 2015 19:00 | Извештај | Четвртине: 18-20, 25-14, 11-22, 15-14                             |         |                            | Хала Пионир Београд, Србија Гледаоци: 4.000 Судије: Сретен Радовић, Игор Митревски, Александар Милојевић |  |
| 24. октобар 2015 19:00 | Извештај | Поени: Цветковић 15 Скокови: Цветковић 8 Асистенције: Цветковић 8 |         | Лалић 21 Лалић 7 Синовец 6 | Хала Пионир Београд, Србија Гледаоци: 4.000 Судије: Сретен Радовић, Игор Митревски, Александар Милојевић |  |

| 3. новембар 2015 18:00 | Извештај | Црвена звезда                                          | 92 : 77 | Партизан                             | Хала Пионир Београд, Србија Гледаоци: 3.836 Судије: Илија Белошевић, Марко Јурас, Милош Кољеншић |  |
| 3. новембар 2015 18:00 | Извештај | Четвртине: 13-24, 32-16, 23-20, 24-17                  |         |                                      | Хала Пионир Београд, Србија Гледаоци: 3.836 Судије: Илија Белошевић, Марко Јурас, Милош Кољеншић |  |
| 3. новембар 2015 18:00 | Извештај | Поени: Милер 17 Скокови: Штимац 9 Асистенције: Мекел 9 |         | Аранитовић 19 Витковац 5 Цветковић 5 | Хала Пионир Београд, Србија Гледаоци: 3.836 Судије: Илија Белошевић, Марко Јурас, Милош Кољеншић |  |

| 7. новембар 2015 21:00 | Извештај | Партизан                                             | 86 : 77 | Будућност                            | Хала Пионир Београд, Србија Гледаоци: 4.500 Судије: Дамир Јавор, Борис Крејић, Милан Недовић |  |
| 7. новембар 2015 21:00 | Извештај | Четвртине: 22-30, 21-12, 25-19, 18-16                |         |                                      | Хала Пионир Београд, Србија Гледаоци: 4.500 Судије: Дамир Јавор, Борис Крејић, Милан Недовић |  |
| 7. новембар 2015 21:00 | Извештај | Поени: Џонс 18 Скокови: Џонс 9 Асистенције: Врабац 3 |         | Џозеф 15 Шеховић, Драгићевић 5 Кук 7 | Хала Пионир Београд, Србија Гледаоци: 4.500 Судије: Дамир Јавор, Борис Крејић, Милан Недовић |  |

| 16. новембар 2015 21:00 | Извештај | Задар                                                  | 65 : 61 | Партизан                                  | Дворана Крешимир Ћосић Задар, Хрватска Гледаоци: 6.000 Судије: Саша Пукл, Сашо Петек, Здравко Рутешић |  |
| 16. новембар 2015 21:00 | Извештај | Четвртине: 21-14, 15-14, 15-23, 14-10                  |         |                                           | Дворана Крешимир Ћосић Задар, Хрватска Гледаоци: 6.000 Судије: Саша Пукл, Сашо Петек, Здравко Рутешић |  |
| 16. новембар 2015 21:00 | Извештај | Поени: Делаш 27 Скокови: Рамљак 8 Асистенције: Делаш 4 |         | Џонс 16 Маринковић 6 Цветковић, Анђушић 2 | Дворана Крешимир Ћосић Задар, Хрватска Гледаоци: 6.000 Судије: Саша Пукл, Сашо Петек, Здравко Рутешић |  |

| 20. новембар 2015 17:00 | Извештај | Партизан                                              | 89 : 85 | Тајфун                        | Хала Пионир Београд, Србија Гледаоци: 2.500 Судије: Синиша Херцег, Томислав Вовк, Бојан Јованић |  |
| 20. новембар 2015 17:00 | Извештај | Четвртине: 20-15, 19-27, 19-19, 31-24                 |         |                               | Хала Пионир Београд, Србија Гледаоци: 2.500 Судије: Синиша Херцег, Томислав Вовк, Бојан Јованић |  |
| 20. новембар 2015 17:00 | Извештај | Поени: Џонс 17 Скокови: Џонс 9 Асистенције: Анђушић 3 |         | Чебулар 29 Поњавић 6 Братож 7 | Хала Пионир Београд, Србија Гледаоци: 2.500 Судије: Синиша Херцег, Томислав Вовк, Бојан Јованић |  |

| 29. новембар 2015 19:00 | Извештај | Цедевита                                             | 75 : 72 | Партизан                            | Дом спортова Загреб, Хрватска Гледаоци: 2.380 Судије: Саша Пукл, Марио Мајкић, Борис Крејић |  |
| 29. новембар 2015 19:00 | Извештај | Четвртине: 17-23, 18-13, 14-16, 26-20                |         |                                     | Дом спортова Загреб, Хрватска Гледаоци: 2.380 Судије: Саша Пукл, Марио Мајкић, Борис Крејић |  |
| 29. новембар 2015 19:00 | Извештај | Поени: Билан 13 Скокови: Жорић 6 Асистенције: Вајт 6 |         | Џонс 21 Милутиновић 9 Милутиновић 4 | Дом спортова Загреб, Хрватска Гледаоци: 2.380 Судије: Саша Пукл, Марио Мајкић, Борис Крејић |  |

| 5. децембар 2015 19:00 | Извештај | Партизан                                                    | 76 : 74 | Унион Олимпија                  | Хала Пионир Београд, Србија Гледаоци: 4.500 Судије: Срђан Дожаи, Синиша Херцег, Никола Перлић |  |
| 5. децембар 2015 19:00 | Извештај | Четвртине: 17-15, 22-17, 17-22, 20-20                       |         |                                 | Хала Пионир Београд, Србија Гледаоци: 4.500 Судије: Срђан Дожаи, Синиша Херцег, Никола Перлић |  |
| 5. децембар 2015 19:00 | Извештај | Поени: Вилсон 21 Скокови: Џонс 11 Асистенције: Аранитовић 3 |         | Загорац 16 Лешић 7 три играча 3 | Хала Пионир Београд, Србија Гледаоци: 4.500 Судије: Срђан Дожаи, Синиша Херцег, Никола Перлић |  |

| 13. децембар 2015 19:00 | Извештај | Партизан                                                    | 81 : 70 | Металац                                       | Хала Пионир Београд, Србија Гледаоци: 5.000 Судије: Миливоје Јовчић, Марко Јурас, Игор Митровски |  |
| 13. децембар 2015 19:00 | Извештај | Четвртине: 27-22, 20-21, 11-11, 23-16                       |         |                                               | Хала Пионир Београд, Србија Гледаоци: 5.000 Судије: Миливоје Јовчић, Марко Јурас, Игор Митровски |  |
| 13. децембар 2015 19:00 | Извештај | Поени: Аранитовић 17 Скокови: Џонс 10 Асистенције: Вилсон 5 |         | Јевтовић 14 Јевтовић 10 Јевтовић, Тодоровић 3 | Хала Пионир Београд, Србија Гледаоци: 5.000 Судије: Миливоје Јовчић, Марко Јурас, Игор Митровски |  |

| 19. децембар 2015 19:00 | Извештај | Партизан                                                | 78 : 85 | Мега Лекс                          | Хала Пионир Београд, Србија Гледаоци: 5.500 Судије: Саша Маричић, Марко Јурас, Александар Милојевић |  |
| 19. децембар 2015 19:00 | Извештај | Четвртине: 21-18, 21-11, 18-28, 18-28                   |         |                                    | Хала Пионир Београд, Србија Гледаоци: 5.500 Судије: Саша Маричић, Марко Јурас, Александар Милојевић |  |
| 19. децембар 2015 19:00 | Извештај | Поени: Џонс 21 Скокови: Џонс 15 Асистенције: Витковац 3 |         | Николић 19 три играча 7 Ивановић 9 | Хала Пионир Београд, Србија Гледаоци: 5.500 Судије: Саша Маричић, Марко Јурас, Александар Милојевић |  |

| 23. децембар 2015 17:00 | Извештај | МЗТ Скопље                                                                    | 82 : 78 | Партизан                     | Јане Сандански арена Скопље, Македонија Гледаоци: 4.000 Судије: Синиша Херцег, Марио Мајкић, Милан Недовић |  |
| 23. децембар 2015 17:00 | Извештај | Четвртине: 27-19, 14-21, 21-16, 20-22                                         |         |                              | Јане Сандански арена Скопље, Македонија Гледаоци: 4.000 Судије: Синиша Херцег, Марио Мајкић, Милан Недовић |  |
| 23. децембар 2015 17:00 | Извештај | Поени: У. Луковић 20 Скокови: У. Луковић, Љубичић 8 Асистенције: М. Луковић 7 |         | Вилсон 21 Џонс 6 Цветковић 4 | Јане Сандански арена Скопље, Македонија Гледаоци: 4.000 Судије: Синиша Херцег, Марио Мајкић, Милан Недовић |  |

| 27. децембар 2015 17:00 | Извештај | Партизан                                                            | 66 : 73 | Игокеа                                             | Хала Пионир Београд, Србија Гледаоци: 2.500 Судије: Саша Пукл, Дамир Јавор, Алфред Јововић |  |
| 27. децембар 2015 17:00 | Извештај | Четвртине: 22-11, 12-17, 14-22, 18-23                               |         |                                                    | Хала Пионир Београд, Србија Гледаоци: 2.500 Судије: Саша Пукл, Дамир Јавор, Алфред Јововић |  |
| 27. децембар 2015 17:00 | Извештај | Поени: Вилсон 20 Скокови: Џонс 12 Асистенције: Маринковић, Врабац 3 |         | Радивојевић 26 Радивојевић, Крстић 7 Радивојевић 6 | Хала Пионир Београд, Србија Гледаоци: 2.500 Судије: Саша Пукл, Дамир Јавор, Алфред Јововић |  |

| 4. јануар 2016 21:00 | Извештај | Сутјеска                                                        | 82 : 71 | Партизан                   | Спортски центар Никшић Никшић, Црна Гора Гледаоци: 4.500 Судије: Матеј Болтаузер, Петар Обрадовић, Борис Крејић |  |
| 4. јануар 2016 21:00 | Извештај | Четвртине: 18-10, 29-15, 18-19, 17-27                           |         |                            | Спортски центар Никшић Никшић, Црна Гора Гледаоци: 4.500 Судије: Матеј Болтаузер, Петар Обрадовић, Борис Крејић |  |
| 4. јануар 2016 21:00 | Извештај | Поени: Врањеш 27 Скокови: Врањеш 13 Асистенције: Кораћ, Павић 4 |         | Џонс 20 Џонс 9 Цветковић 3 | Спортски центар Никшић Никшић, Црна Гора Гледаоци: 4.500 Судије: Матеј Болтаузер, Петар Обрадовић, Борис Крејић |  |

| 10. јануар 2016 19:00 | Извештај | Партизан                                                         | 85 : 82 | Цибона                        | Хала Пионир Београд, Србија Гледаоци: 6.000 Судије: Дамир Јавор, Харис Биједић, Марио Мајкић |  |
| 10. јануар 2016 19:00 | Извештај | Четвртине: 26-23, 22-19, 25-17, 12-23                            |         |                               | Хала Пионир Београд, Србија Гледаоци: 6.000 Судије: Дамир Јавор, Харис Биједић, Марио Мајкић |  |
| 10. јануар 2016 19:00 | Извештај | Поени: Витковац 15 Скокови: Витковац 12 Асистенције: Цветковић 6 |         | Розић 20 Жижић 9 Јоксимовић 6 | Хала Пионир Београд, Србија Гледаоци: 6.000 Судије: Дамир Јавор, Харис Биједић, Марио Мајкић |  |

| 16. јануар 2016 19:00 | Извештај | Крка                                                        | 70 : 75 | Партизан                            | Спортска дворана Леон Штукељ Ново Место, Словенија Гледаоци: 1.000 Судије: Синиша Херцег, Томислав Хордов, Томислав Вовк |  |
| 16. јануар 2016 19:00 | Извештај | Четвртине: 11-13, 16-23, 28-19, 15-20                       |         |                                     | Спортска дворана Леон Штукељ Ново Место, Словенија Гледаоци: 1.000 Судије: Синиша Херцег, Томислав Хордов, Томислав Вовк |  |
| 16. јануар 2016 19:00 | Извештај | Поени: Кастрати 15 Скокови: Иванов 13 Асистенције: Иванов 3 |         | Цветковић 21 Витковац 8 Цветковић 7 | Спортска дворана Леон Штукељ Ново Место, Словенија Гледаоци: 1.000 Судије: Синиша Херцег, Томислав Хордов, Томислав Вовк |  |

| 25. јануар 2016 21:00 | Извештај | Партизан                                                  | 86 : 81 | Црвена звезда               | Хала Пионир Београд, Србија Гледаоци: 5.000 Судије: Илија Белошевић, Срђан Дожаи, Саша Маричић |  |
| 25. јануар 2016 21:00 | Извештај | Четвртине: 23-21, 21-27, 23-18, 19-15                     |         |                             | Хала Пионир Београд, Србија Гледаоци: 5.000 Судије: Илија Белошевић, Срђан Дожаи, Саша Маричић |  |
| 25. јануар 2016 21:00 | Извештај | Поени: Џонс 17 Скокови: Мурић 5 Асистенције: три играча 3 |         | Цирбес 26 Цирбес 7 Јовић 10 | Хала Пионир Београд, Србија Гледаоци: 5.000 Судије: Илија Белошевић, Срђан Дожаи, Саша Маричић |  |

| 30. јануар 2016 19:00 | Извештај | Будућност                                                    | 78 : 65 | Партизан                 | Спортски центар Морача Подгорица, Црна Гора Гледаоци: 5.200 Судије: Синиша Херцег, Харис Биједић, Јосип Радојковић |  |
| 30. јануар 2016 19:00 | Извештај | Четвртине: 16-13, 22-19, 22-20, 18-13                        |         |                          | Спортски центар Морача Подгорица, Црна Гора Гледаоци: 5.200 Судије: Синиша Херцег, Харис Биједић, Јосип Радојковић |  |
| 30. јануар 2016 19:00 | Извештај | Поени: Марић, Џенкинс 14 Скокови: Марић 6 Асистенције: Кук 7 |         | Мурић 17 Џонс 7 Вилсон 6 | Спортски центар Морача Подгорица, Црна Гора Гледаоци: 5.200 Судије: Синиша Херцег, Харис Биједић, Јосип Радојковић |  |

| 6. фебруар 2016 21:00 | Извештај | Партизан                                                     | 87 : 76 | Задар                    | Хала Пионир Београд, Србија Гледаоци: 6.000 Судије: Дамир Јавор, Сашо Петек, Борис Крејић |  |
| 6. фебруар 2016 21:00 | Извештај | Четвртине: 25-18, 16-27, 23-13, 23-18                        |         |                          | Хала Пионир Београд, Србија Гледаоци: 6.000 Судије: Дамир Јавор, Сашо Петек, Борис Крејић |  |
| 6. фебруар 2016 21:00 | Извештај | Поени: Мурић 20 Скокови: Мурић, Џонс 7 Асистенције: Вилсон 4 |         | Коузи 19 Бараћ 7 Башић 5 | Хала Пионир Београд, Србија Гледаоци: 6.000 Судије: Дамир Јавор, Сашо Петек, Борис Крејић |  |

| 13. фебруар 2016 17:00 | Извештај | Тајфун                                                           | 65 : 83 | Партизан                            | Дворана Головец Цеље, Словенија Гледаоци: 1.500 Судије: Петар Обрадовић, Томислав Хордов, Јосип Радојковић |  |
| 13. фебруар 2016 17:00 | Извештај | Четвртине: 25-19, 16-24, 11-26, 13-14                            |         |                                     | Дворана Головец Цеље, Словенија Гледаоци: 1.500 Судије: Петар Обрадовић, Томислав Хордов, Јосип Радојковић |  |
| 13. фебруар 2016 17:00 | Извештај | Поени: Чебулар 15 Скокови: Паркер 5 Асистенције: четири играча 3 |         | Мурић 22 Копривица, Џонс 6 Вилсон 5 | Дворана Головец Цеље, Словенија Гледаоци: 1.500 Судије: Петар Обрадовић, Томислав Хордов, Јосип Радојковић |  |

| 29. фебруар 2016 20:00 | Извештај | Партизан                                                   | 82 : 61 | Цедевита                  | Хала спортова Ранко Жеравица Београд, Србија Гледаоци: 4.500 Судије: Саша Пукл, Дамир Јавор, Игор Драгојевић |  |
| 29. фебруар 2016 20:00 | Извештај | Четвртине: 29-24, 19-10, 16-12, 18-15                      |         |                           | Хала спортова Ранко Жеравица Београд, Србија Гледаоци: 4.500 Судије: Саша Пукл, Дамир Јавор, Игор Драгојевић |  |
| 29. фебруар 2016 20:00 | Извештај | Поени: Џонс 21 Скокови: Маринковић 9 Асистенције: Вилсон 5 |         | Билан 13 Билан 6 Гордић 4 | Хала спортова Ранко Жеравица Београд, Србија Гледаоци: 4.500 Судије: Саша Пукл, Дамир Јавор, Игор Драгојевић |  |

| 7. март 2016 18:00 | Извештај | Унион Олимпија                                                 | 118 : 115 | Партизан                      | Дворана Тиволи Љубљана, Словенија Гледаоци: 3.200 Судије: Сретен Радовић, Томислав Хордов, Бојан Јованић |  |
| 7. март 2016 18:00 | Извештај | Четвртине: 20-13, 24-22, 14-19, 13-17, 14-14, 9-9, 13-13, 11-8 |           |                               | Дворана Тиволи Љубљана, Словенија Гледаоци: 3.200 Судије: Сретен Радовић, Томислав Хордов, Бојан Јованић |  |
| 7. март 2016 18:00 | Извештај | Поени: Лешић 31 Скокови: Лешић 21 Асистенције: Робинсон 8      |           | Вилсон 41 Џонс 11 Цветковић 8 | Дворана Тиволи Љубљана, Словенија Гледаоци: 3.200 Судије: Сретен Радовић, Томислав Хордов, Бојан Јованић |  |

### Табела
|    | Тим                   | Игр. | Поб. | Изг. | П+   | П-   | П+/- | Бод |
| -- | --------------------- | ---- | ---- | ---- | ---- | ---- | ---- | --- |
| 1  | Будућност ВОЛИ        | 26   | 23   | 3    | 2032 | 1774 | +258 | 49  |
| 2  | Црвена звезда Телеком | 26   | 20   | 6    | 2046 | 1800 | +246 | 46  |
| 3  | Цедевита              | 26   | 19   | 7    | 2024 | 1879 | +145 | 45  |
| 4  | Мега Лекс             | 26   | 17   | 9    | 2051 | 1940 | +111 | 43  |
| 5  | Партизан НИС          | 26   | 12   | 14   | 1973 | 1974 | -1   | 38  |
| 6  | Задар                 | 26   | 12   | 14   | 1808 | 1868 | -60  | 38  |
| 7  | Унион Олимпија        | 26   | 11   | 15   | 1921 | 1955 | -34  | 37  |
| 8  | Цибона                | 26   | 11   | 15   | 1887 | 1936 | -49  | 37  |
| 9  | Игокеа                | 26   | 11   | 15   | 1839 | 1899 | -60  | 37  |
| 10 | МЗТ Скопље Аеродром   | 26   | 10   | 16   | 1869 | 1908 | -39  | 36  |
| 11 | Металац Фармаком      | 26   | 10   | 16   | 1837 | 1941 | -104 | 36  |
| 12 | Крка                  | 26   | 10   | 16   | 1853 | 1924 | -71  | 36  |
| 13 | Сутјеска              | 26   | 9    | 17   | 1867 | 2011 | -144 | 35  |
| 14 | Тајфун                | 26   | 7    | 19   | 1790 | 1988 | -198 | 33  |

Легенда:

## Куп Радивоја Кораћа
Куп Радивоја Кораћа је 2016. године одржан по десети пут као национални кошаркашки куп Србије. Домаћин завршног турнира био је Ниш у периоду од 18. до 21. фебруара 2016, а сви мечеви су одиграни у Спортском центру Чаир.

#### Четвртфинале
| 18. 2. 2016. 21:00 | Извештај | Партизан НИС                                                         | 85 : 83 | ФМП                      | Спортски центар Чаир, Ниш Гледаоци: 3.300 Судије: Алексансар Глишић, Jасмина Јурас, Бранислав Мрдак |  |
| 18. 2. 2016. 21:00 | Извештај | Четвртине: 24-21, 25-19, 18-17, 18-26                                |         |                          | Спортски центар Чаир, Ниш Гледаоци: 3.300 Судије: Алексансар Глишић, Jасмина Јурас, Бранислав Мрдак |  |
| 18. 2. 2016. 21:00 | Извештај | Поени: Џоунс 21 Скокови: Вилијамс 9 Асистенције: Вилсон, Цветковић 4 |         | Добрић 23 Апић 9 Човић 3 | Спортски центар Чаир, Ниш Гледаоци: 3.300 Судије: Алексансар Глишић, Jасмина Јурас, Бранислав Мрдак |  |

#### Полуфинале
| 20. 2. 2016. 21:00 | Извештај | Партизан НИС                                              | 68 : 60 | Црвена звезда Телеком      | Спортски центар Чаир, Ниш Гледаоци: 4.000 Судије: Илија Белошевић, Миливоје Јовчић, Милија Војиновић |  |
| 20. 2. 2016. 21:00 | Извештај | Четвртине: 17-13, 16-12, 19-14, 16-21                     |         |                            | Спортски центар Чаир, Ниш Гледаоци: 4.000 Судије: Илија Белошевић, Миливоје Јовчић, Милија Војиновић |  |
| 20. 2. 2016. 21:00 | Извештај | Поени: Џоунс 19 Скокови: Џоунс 8 Асистенције: Цветковић 3 |         | Кинси 22 Цирбес 12 Мицић 5 | Спортски центар Чаир, Ниш Гледаоци: 4.000 Судије: Илија Белошевић, Миливоје Јовчић, Милија Војиновић |  |

#### Финале
| 21. 2. 2016. 21:00 | Извештај | Мега Лекс                                                              | 85 : 80 | Партизан НИС                   | Спортски центар Чаир, Ниш Гледаоци: 4.000 Судије: Илија Белошевић, Миливоје Јовчић, Милија Војиновић |  |
| 21. 2. 2016. 21:00 | Извештај | Четвртине: 17-13, 16-12, 19-14, 16-21                                  |         |                                | Спортски центар Чаир, Ниш Гледаоци: 4.000 Судије: Илија Белошевић, Миливоје Јовчић, Милија Војиновић |  |
| 21. 2. 2016. 21:00 | Извештај | Поени: Ивановић 24 Скокови: Јанковић 7 Асистенције: Ивановић, Ливави 5 |         | Вилсон 17 Вилијамс 12 Вилсон 5 | Спортски центар Чаир, Ниш Гледаоци: 4.000 Судије: Илија Белошевић, Миливоје Јовчић, Милија Војиновић |  |

## Кошаркашка лига Србије

### Резултати
| 7. мај 2016 21:00 | Извештај | Партизан НИС                                                   | 102 : 79 | Борац Чачак                         | Хала Пионир Београд Гледаоци: 0 Судије: Урош Обркнежевић, Радош Арсенијевић, Синиша Прпа |  |
| 7. мај 2016 21:00 | Извештај | Четвртине: 37-26, 26-10, 23-27, 16-16                          |          |                                     | Хала Пионир Београд Гледаоци: 0 Судије: Урош Обркнежевић, Радош Арсенијевић, Синиша Прпа |  |
| 7. мај 2016 21:00 | Извештај | Поени: Аранитовић 14 Скокови: Вилијамс 7 Асистенције: Вилсон 6 |          | Аврамовић 27 Мићовић 10 Аврамовић 5 | Хала Пионир Београд Гледаоци: 0 Судије: Урош Обркнежевић, Радош Арсенијевић, Синиша Прпа |  |

| 11. мај. 2016. 20:00 | Извештај | Мега Лекс                                                | 81 : 85 | Партизан НИС                     | Пословно-спортски центар Пинки Сремска Митровица Гледаоци: 1.500 Судије: Илија Белошевић, Александар Глишић, Саша Маричић |  |
| 11. мај. 2016. 20:00 | Извештај | Четвртине: 24-21, 18-30, 14-16, 25-18                    |         |                                  | Пословно-спортски центар Пинки Сремска Митровица Гледаоци: 1.500 Судије: Илија Белошевић, Александар Глишић, Саша Маричић |  |
| 11. мај. 2016. 20:00 | Извештај | Поени: Николић 14 Скокови: Зубац 7 Асистенције: Ливави 5 |         | три играча 15 Џонс 8 Цветковић 7 | Пословно-спортски центар Пинки Сремска Митровица Гледаоци: 1.500 Судије: Илија Белошевић, Александар Глишић, Саша Маричић |  |

| 14. мај 2016 19:30 | Извештај | Партизан НИС                                                            | 89 : 73 | Константин                    | Хала Пионир Београд Гледаоци: 3.000 Судије: Александар Глишић, Бранислав Мрдак, Радош Арсенијевић |  |
| 14. мај 2016 19:30 | Извештај | Четвртине: 21-15, 12-20, 26-14, 30-24                                   |         |                               | Хала Пионир Београд Гледаоци: 3.000 Судије: Александар Глишић, Бранислав Мрдак, Радош Арсенијевић |  |
| 14. мај 2016 19:30 | Извештај | Поени: Величковић 17 Скокови: Џонс, Вилијамс 7 Асистенције: Цветковић 6 |         | Тасић 18 Тасић 9 Величковић 8 | Хала Пионир Београд Гледаоци: 3.000 Судије: Александар Глишић, Бранислав Мрдак, Радош Арсенијевић |  |

| 17. мај. 2016. 19:00 | Извештај | Борац Чачак                                                       | 83 : 94 | Партизан НИС                    | Хала Борца крај Мораве Чачак Гледаоци: 3.000 Судије: Милија Војиновић, Урош Николић, Владимир Јевтовић |  |
| 17. мај. 2016. 19:00 | Извештај | Четвртине: 21-24, 18-18, 24-24, 20-28                             |         |                                 | Хала Борца крај Мораве Чачак Гледаоци: 3.000 Судије: Милија Војиновић, Урош Николић, Владимир Јевтовић |  |
| 17. мај. 2016. 19:00 | Извештај | Поени: Стевановић 19 Скокови: Мишковић 6 Асистенције: Аврамовић 9 |         | Мурић 19 Вилијамс 6 Цветковић 5 | Хала Борца крај Мораве Чачак Гледаоци: 3.000 Судије: Милија Војиновић, Урош Николић, Владимир Јевтовић |  |

| 21. мај. 2016. 21:00 | Извештај | Партизан НИС                                                              | 94 : 89 | Мега Лекс                     | Хала Пионир Београд Гледаоци: 5.000 Судије: Миливоје Јовчић, Драган Нешковић, Урош Николић |  |
| 21. мај. 2016. 21:00 | Извештај | Четвртине: 20-16, 21-17, 21-29, 32-27                                     |         |                               | Хала Пионир Београд Гледаоци: 5.000 Судије: Миливоје Јовчић, Драган Нешковић, Урош Николић |  |
| 21. мај. 2016. 21:00 | Извештај | Поени: Маринковић 15 Скокови: Вилијамс 5 Асистенције: Цветковић, Вилсон 4 |         | Николић 29 Николић 10 Рашић 5 | Хала Пионир Београд Гледаоци: 5.000 Судије: Миливоје Јовчић, Драган Нешковић, Урош Николић |  |

| 24. мај. 2016. 21:00 | Извештај | Константин                                                   | 62 : 86 | Партизан НИС                   | Спортски центар Чаир Ниш Гледаоци: 2.500 Судије: Драган Нешковић, Саша Маричић, Иван Стефановић |  |
| 24. мај. 2016. 21:00 | Извештај | Четвртине: 14-21, 12-20, 16-25, 20-20                        |         |                                | Спортски центар Чаир Ниш Гледаоци: 2.500 Судије: Драган Нешковић, Саша Маричић, Иван Стефановић |  |
| 24. мај. 2016. 21:00 | Извештај | Поени: Остојић 15 Скокови: Гуџић 8 Асистенције: Величковић 4 |         | Врабац 19 Врабац 7 Цветковић 4 | Спортски центар Чаир Ниш Гледаоци: 2.500 Судије: Драган Нешковић, Саша Маричић, Иван Стефановић |  |

### Табела
|   | Тим          | Игр. | Поб. | Изг. | П+  | П-  | П+/- | Бод |
| - | ------------ | ---- | ---- | ---- | --- | --- | ---- | --- |
| 1 | Партизан НИС | 6    | 6    | 0    | 550 | 467 | +83  | 12  |
| 2 | Мега Лекс    | 6    | 4    | 2    | 578 | 480 | +98  | 10  |
| 3 | Константин   | 6    | 1    | 5    | 440 | 538 | -98  | 7   |
| 4 | Борац Чачак  | 6    | 1    | 5    | 491 | 574 | -83  | 7   |

Легенда:

### Разигравање за титулу

#### Полуфинале
Други пар:
| 28. 5. 2016. 18:00 | Извештај | Партизан НИС                                                         | 82 : 63 | ФМП                                          | Хала Пионир, Београд Гледаоци: 4.000 Судије: Миливоје Јовчић, Милија Војиновић, Урош Николић |  |
| 28. 5. 2016. 18:00 | Извештај | Четвртине: 12-16, 25-11, 26-14, 19-22                                |         |                                              | Хала Пионир, Београд Гледаоци: 4.000 Судије: Миливоје Јовчић, Милија Војиновић, Урош Николић |  |
| 28. 5. 2016. 18:00 | Извештај | Поени: Мурић 14 Скокови: Цветковић 6 Асистенције: Мурић, Цветковић 3 |         | Давидовац 19 Лазаревић 10 Давидовац, Човић 3 | Хала Пионир, Београд Гледаоци: 4.000 Судије: Миливоје Јовчић, Милија Војиновић, Урош Николић |  |

| 30. 5. 2015. 21:00 | Извештај | ФМП                                                         | 79 : 74 | Партизан НИС                                 | Дворана Железник, Ваљево Гледаоци: 500 Судије: Илија Белошевић, Милија Војиновић, Саша Маричић |  |
| 30. 5. 2015. 21:00 | Извештај | Четвртине: 19-20, 24-16, 18-14, 18-24                       |         |                                              | Дворана Железник, Ваљево Гледаоци: 500 Судије: Илија Белошевић, Милија Војиновић, Саша Маричић |  |
| 30. 5. 2015. 21:00 | Извештај | Поени: Добрић 21 Скокови: Лазаревић 10 Асистенције: Човић 7 |         | Џоунс 18 Вилијамс, Милутиновић 6 Цветковић 5 | Дворана Железник, Ваљево Гледаоци: 500 Судије: Илија Белошевић, Милија Војиновић, Саша Маричић |  |

| 1. 6. 2016. 21:00 | Извештај | Партизан НИС                                                | 87 : 78 | ФМП                          | Хала Пионир, Београд Гледаоци: 6.000 Судије: Илија Белошевић, Миливоје Јовчић, Милија Војиновић |  |
| 1. 6. 2016. 21:00 | Извештај | Четвртине: 24-10, 17-16, 28-28, 18-24                       |         |                              | Хала Пионир, Београд Гледаоци: 6.000 Судије: Илија Белошевић, Миливоје Јовчић, Милија Војиновић |  |
| 1. 6. 2016. 21:00 | Извештај | Поени: Величковић 20 Скокови: Џоунс 8 Асистенције: Вилсон 6 |         | Тејић 16 Апић 11 Лазаревић 5 | Хала Пионир, Београд Гледаоци: 6.000 Судије: Илија Белошевић, Миливоје Јовчић, Милија Војиновић |  |

#### Финале
| 3. 6. 2016. 21:00 | Извештај | Црвена звезда Телеком                                    | 84 : 53 | Партизан НИС                      | Хала Пионир, Београд Гледаоци: 5.029 Судије: Илија Белошевић, Миливоје Јовчић, Александар Глишић |  |
| 3. 6. 2016. 21:00 | Извештај | Четвртине: 21-15, 21-12, 22-12, 20-14                    |         |                                   | Хала Пионир, Београд Гледаоци: 5.029 Судије: Илија Белошевић, Миливоје Јовчић, Александар Глишић |  |
| 3. 6. 2016. 21:00 | Извештај | Поени: Милер 24 Скокови: Митровић 7 Асистенције: Мицић 4 |         | Вилијамс 10 Вилијамс 5 3 играча 2 | Хала Пионир, Београд Гледаоци: 5.029 Судије: Илија Белошевић, Миливоје Јовчић, Александар Глишић |  |

| 5. 6. 2016. 21:00 | Извештај | Партизан НИС                                            | 86 : 87 | Црвена звезда Телеком                      | Хала Пионир, Београд Гледаоци: 6.500 Судије: Илија Белошевић, Милија Војиновић, Урош Николић |  |
| 5. 6. 2016. 21:00 | Извештај | Четвртине: 25-21, 29-16, 18-25, 14-25                   |         |                                            | Хала Пионир, Београд Гледаоци: 6.500 Судије: Илија Белошевић, Милија Војиновић, Урош Николић |  |
| 5. 6. 2016. 21:00 | Извештај | Поени: Вилсон 18 Скокови: Џоунс 7 Асистенције: Вилсон 5 |         | Јовић, Кинси, Цирбес 13 Митровић 6 Јовић 7 | Хала Пионир, Београд Гледаоци: 6.500 Судије: Илија Белошевић, Милија Војиновић, Урош Николић |  |

| 7. 6. 2016. 21:00 | Извештај | Црвена звезда Телеком                                     | 72 : 75 | Партизан НИС                                      | Хала Пионир, Београд Гледаоци: 5.799 Судије: Миливоје Јовчић, Драган Нешковић, Урош Обркнежевић |  |
| 7. 6. 2016. 21:00 | Извештај | Четвртине: 13-5, 16-22, 18-26, 25-22                      |         |                                                   | Хала Пионир, Београд Гледаоци: 5.799 Судије: Миливоје Јовчић, Драган Нешковић, Урош Обркнежевић |  |
| 7. 6. 2016. 21:00 | Извештај | Поени: Цирбес 19 Скокови: Цирбес 11 Асистенције: Јовић 14 |         | Величковић, Џоунс 13 Мурић 7 Величковић, Вилсон 4 | Хала Пионир, Београд Гледаоци: 5.799 Судије: Миливоје Јовчић, Драган Нешковић, Урош Обркнежевић |  |

| 9. 6. 2016. 21:00 | Извештај | Партизан НИС                                                                       | 65 : 70 | Црвена звезда Телеком                        | Хала Пионир, Београд Гледаоци: 6.500 Судије: Илија Белошевић, Милија Војиновић, Саша Маричић |  |
| 9. 6. 2016. 21:00 | Извештај | Четвртине: 22-18, 17-23, 9-15, 17-14                                               |         |                                              | Хала Пионир, Београд Гледаоци: 6.500 Судије: Илија Белошевић, Милија Војиновић, Саша Маричић |  |
| 9. 6. 2016. 21:00 | Извештај | Поени: Величковић 19 Скокови: Величковић 6 Асистенције: Маринковић, Мурић, Џоунс 2 |         | Кинси, Симоновић, Цирбес 15 Цирбес 7 Јовић 4 | Хала Пионир, Београд Гледаоци: 6.500 Судије: Илија Белошевић, Милија Војиновић, Саша Маричић |  |